# Тернер і Гуч
Тернер і Гуч (англ. Turner & Hooch) — кримінальна комедія 1989 року.

## Синопсис
У детектива Тернера кожна річ має лежати на своєму місці. Усе його життя заздалегідь сплановане і передбачуване. Одного разу йому випадає місія доглядати за єдиним свідком вбивства - здоровенним мастифом - невихованою, злобною і абсолютно не тренованою псиною на прізвисько Гуч.

## У ролях
| Актор                 | Роль                  |
| --------------------- | --------------------- |
| Том Генкс             | детектив Тернер       |
| Крейг Нельсон         | шеф Говард Гайд       |
| Мер Віннінгем         | доктор Емілі Карсон   |
| Реджинальд Велджонсон | детектив Девід Саттон |
| Скотт Полін           | Зак Грегорі           |

Головного героя собаку Гуч зіграв французький мастиф Бізлі.

## Критика
Фільм мав касовий успіх, але отримав неоднозначні відгуки: Rotten Tomatoes дав оцінку 50% на основі 28 відгуків від критиків і 51% від більш ніж 100 000 глядачів.